# 区际4型电力动车组
区际4型电力动车组（丹麥語：IR4，中文又称：丹麦国铁ER型电力动车组、丹麥國鐵IR4型電動列車，丹麦语又称：Litra ER）是丹麦国家铁路使用的一型准高速客运电力动车组，4节编组。中文名称“区际4型电力动车组”和丹麦文名称“IR4”中的“4”表示四节编组，而非所在系列的第4个型号。“区际4型电力动车组”共制造44列，目前全部在使用中；其中一列于2011年大火后暂时停用，后于2015年经修复后重新投入运营。“区际4型电力动车组”和“城际3型柴油动车组”均属“橡胶头动车组”这一系列，该系列动车组的主要特点是两端车头设有橡胶外框，列车两端驾驶台安装在两端的车门上，在重联运行时可开启该处车门，让乘客在重联后的两列动车组间行走。“区际4型电力动车组”在3节编组的“城际3型柴油动车组”的基础上研发而来，两者外观有诸多相似之处，且这两个型号的动车组可重联运行。

## 图片集

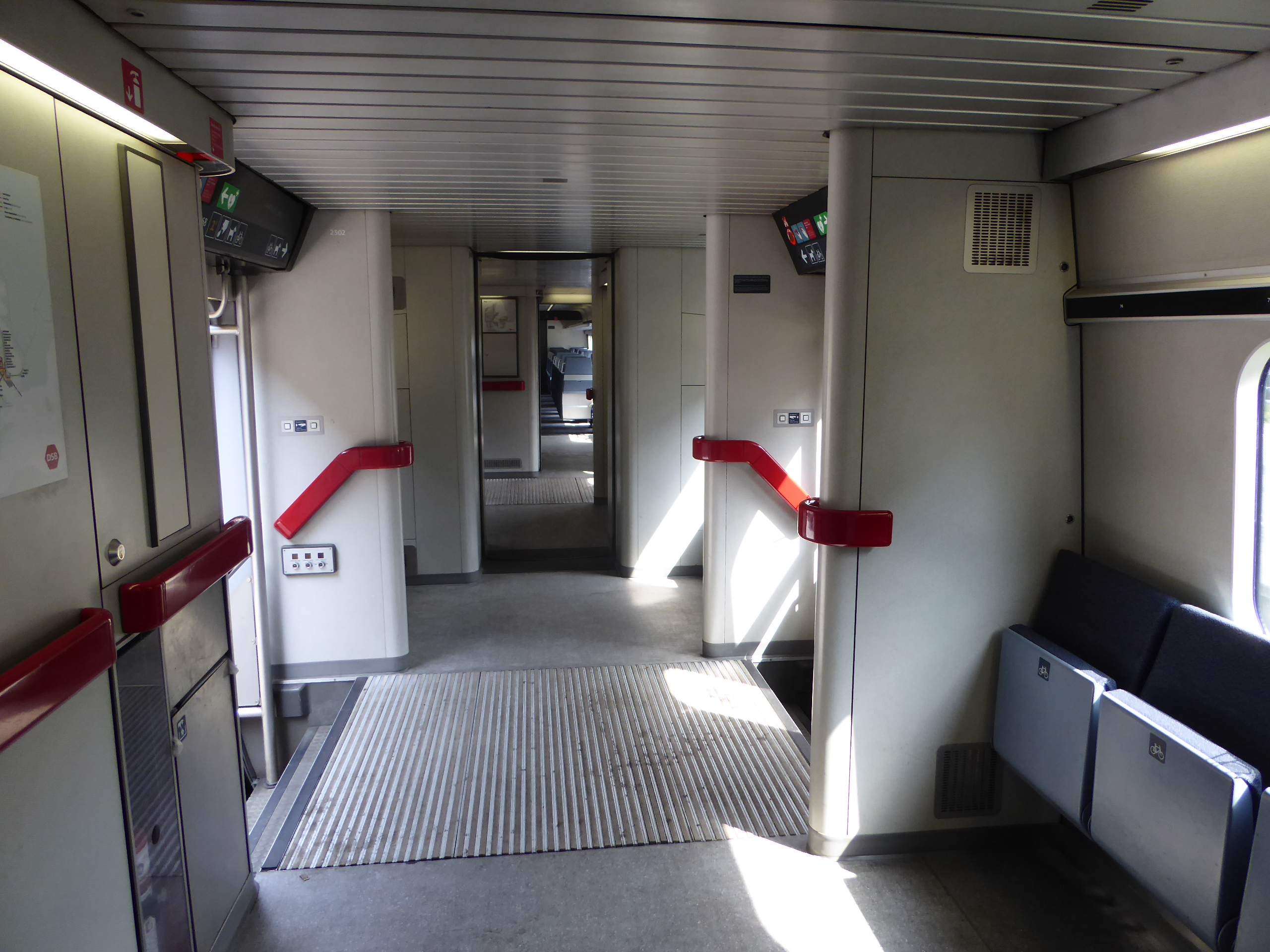
在“区际4型电力动车组”车厢内部拍摄的两节车厢连接处
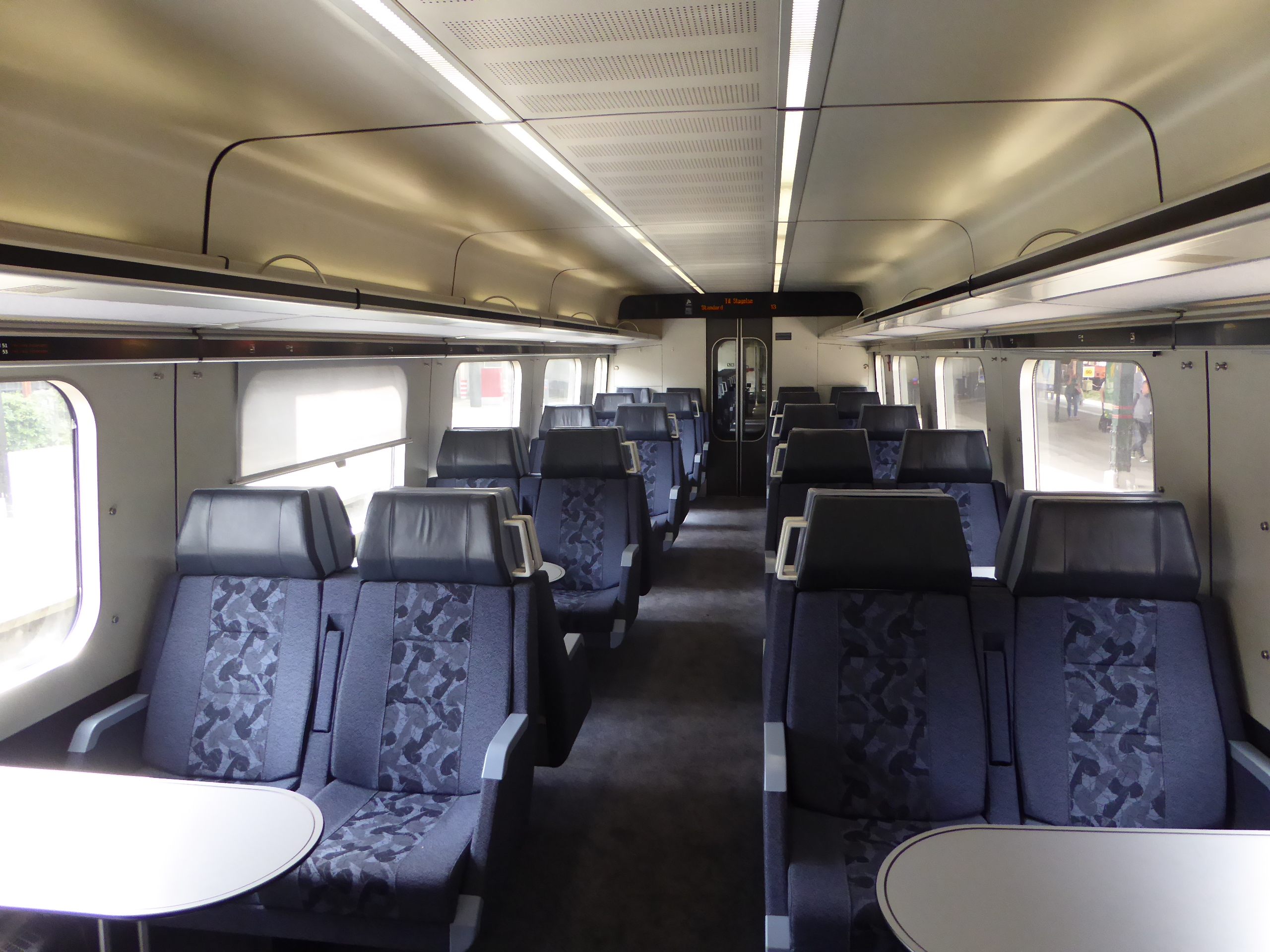
客室
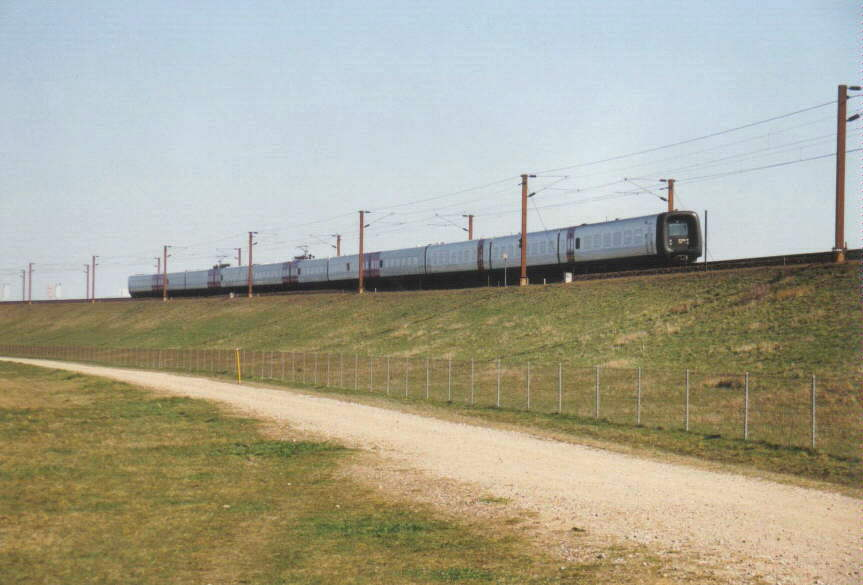
“区际4型电力动车组”和“城际3型柴油动车组”重联运行

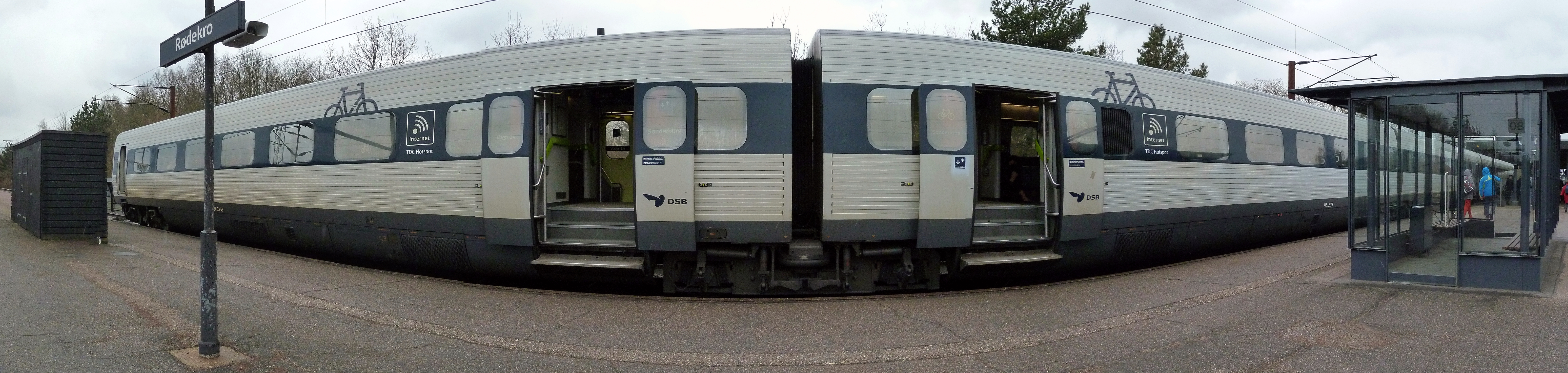
“区际4型电力动车组”侧面车门开启时的照片

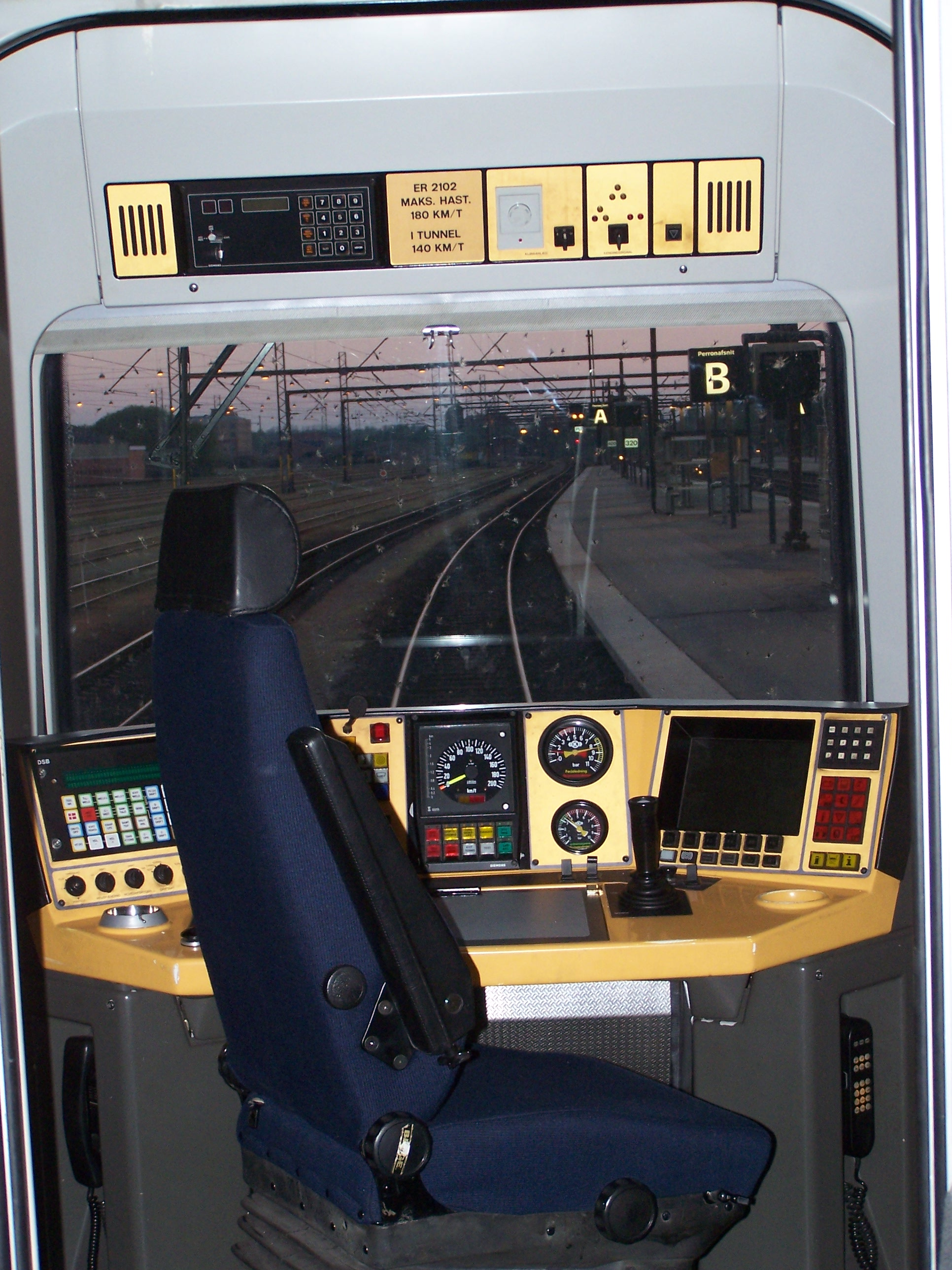
“区际4型电力动车组”驾驶台

## 技术参数
| 类型         | 电力动车组                            |
| 车体材质     | 铝                                    |
| 编组         | 4节编组                               |
| 全列长度     | 76.53米                               |
| 车厢长度     | 20.53米（两端头车） 17.73米（中间车） |
| 宽度         | 3.1米                                 |
| 高度         | 3.85米                                |
| 地板高度     | 1.3米                                 |
| 最高运营速度 | 180千米/小时                          |
| 重量         | 133吨                                 |
| 加速度       | 0.78米/秒2                            |
| 发动机       | 4台交流异步电动机                     |
| 功率         | 4 × 420千瓦                           |
| 电气化制式   | 交流 25千伏 50赫兹 架空电缆供电       |
| 安全防护系统 | 列车自动控制系统                      |
| 轨距         | 1435毫米（标准轨）                    |